# Элпенор
Элпенор (Эльпенор, др.-греч. Ἐλπήνωρ) — персонаж древнегреческой мифологии. Спутник Одиссея. Будучи на острове Цирцеи, он напился и ночевал на крыше. Наутро он поскользнулся на лестнице, упал и умер, сломав себе шею. Одиссей встретил его в подземном мире, когда спускался туда. Изображен на картине Полигнота в Дельфах. Просил воткнуть на его могиле рулевое весло. Похоронен, и Одиссей выполнил его просьбу.
Рассказ о нём часто упоминается в науке как пример представлений о неупокоенных душах мертвецов, которые не были надлежащим образом похоронены.
Французский писатель Жан Жироду написал книгу «Элпенор» (фр. Elpenor, 1919), роман-парафразу на «Одиссею». У шведского писателя Вилли Чюрклунда есть одноименный роман «Элпенор» (швед. Elpёnor, 1986), представляющий собой переложение «Одиссеи» с точки зрения простого гребца.